# Río Gamka
El río Gamka (afrikáans: Gamkarivier) es un río situado en la provincia de Cabo Occidental, en Sudáfrica. El nombre ' gamka ' significa 'León' y probablemente fue nombrado así por el pueblo San (bosquimanos). El río se origina al norte de Beaufort West y generalmente fluye hacia el suroeste hacia la presa de Gamkapoort.
Los principales afluentes del río Gamka son el río Dwyka, el río Koekemoers y el río Leeuw, que nacen en el Gran Karoo, convergen y fluyen hacia el sur a través de las montañas Swartberg. El río Olifants se une al río Gamka al sur de Calitzdorp. Juntos se convierten en el río Gourits.
El río Gamka fluye desde el noreste de la presa de Gamka y el río Dwyka desde el noroeste. Ambos ríos desembocan en la presa de Gamka, desde allí el río Gamka fluye hacia el sur y se convierte en el río Gourits en Calitzdorp , donde pasa por las montañas de nombre similar Gamkaberg.